# Тервозеро
Тервозеро — пресноводное озеро на территории Пяльмского сельского поселения Пудожского района и Чёлмужского сельского поселения Медвежьегорского района Республики Карелии.

## Общие сведения
Площадь озера — 1,2 км². Располагается на высоте 205,4 метров над уровнем моря.
Форма озера продолговатая: оно более чем на полтора километра вытянуто с юго-запада на северо-восток. Берега каменисто-песчаные, преимущественно заболоченные.
С южной стороны озера вытекает река Сухая Кочкома, правый приток Кочкомы, впадающей в реку Пажу, в свою очередь, впадающую в реку Немину. Последняя впадает в Онежское озеро.
Острова на озере отсутствуют.
Населённые пункты и автодороги вблизи водоёма отсутствуют.
Код объекта в государственном водном реестре — 01040100611102000018916.